# Călușari

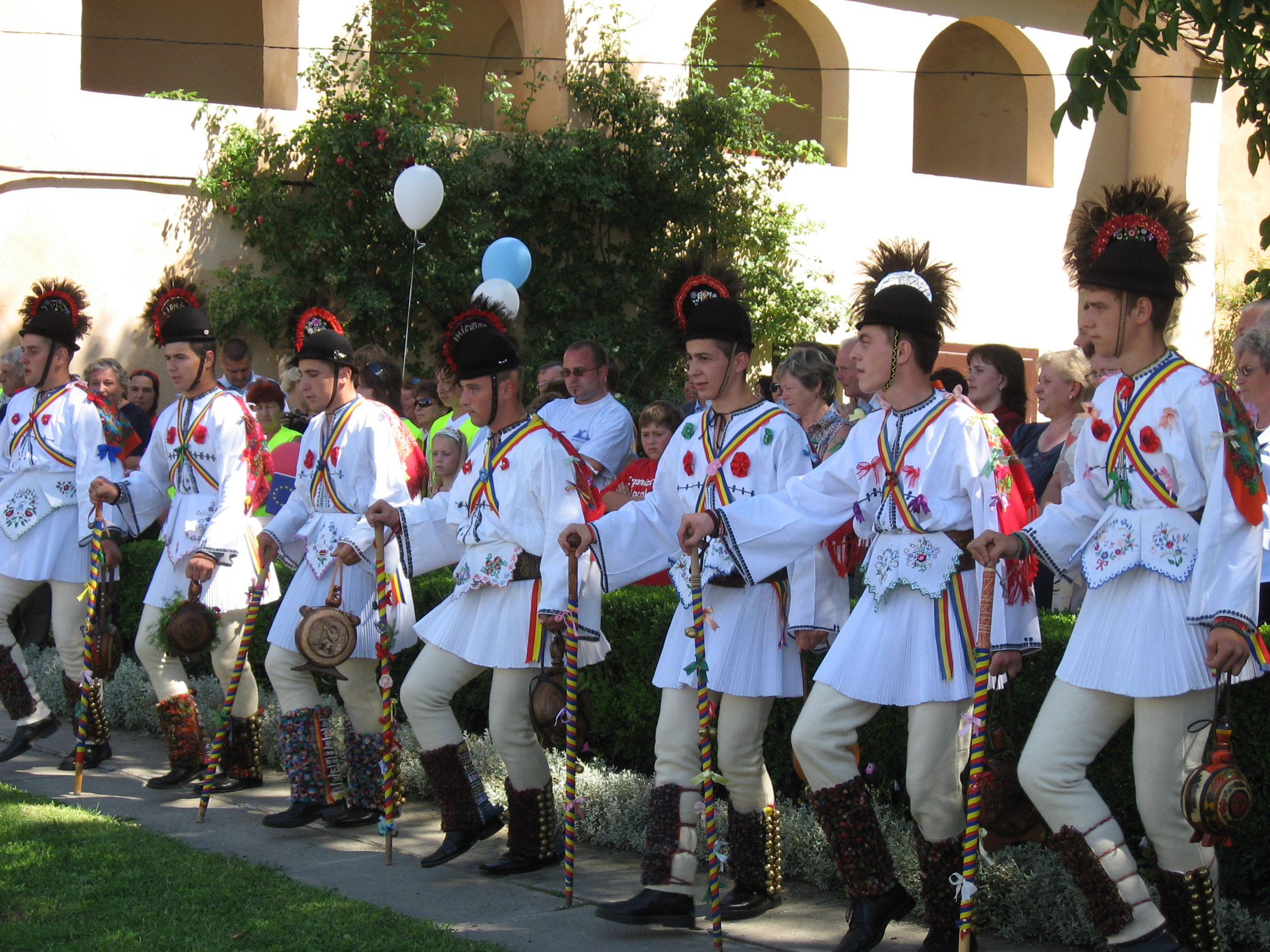
Căluşari dans in Roemenië, staatsbezoek van de Belgische koning Albert II en zijn vrouw koningin Paola, 9 juli 2009

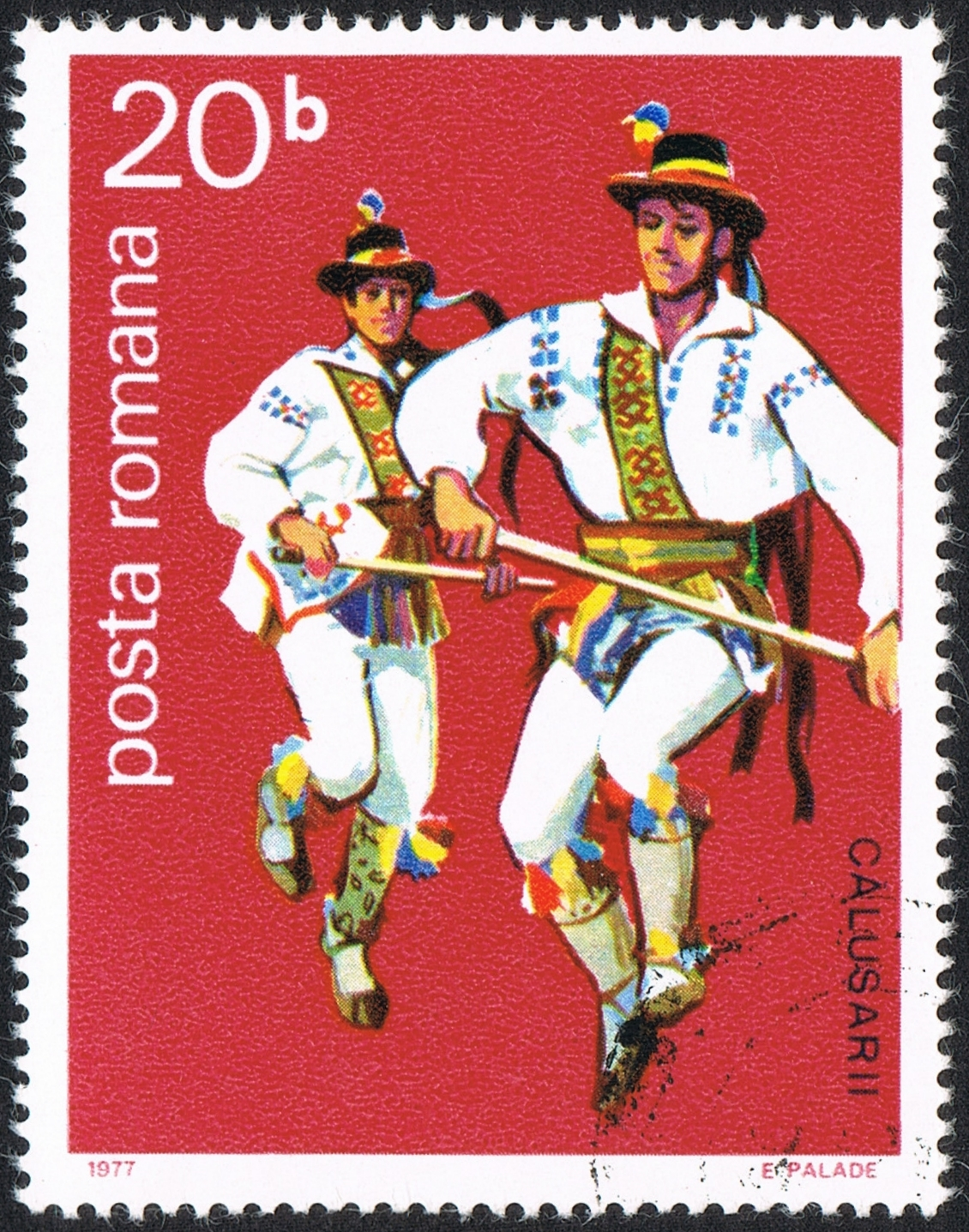
Căluşari op een postzegel

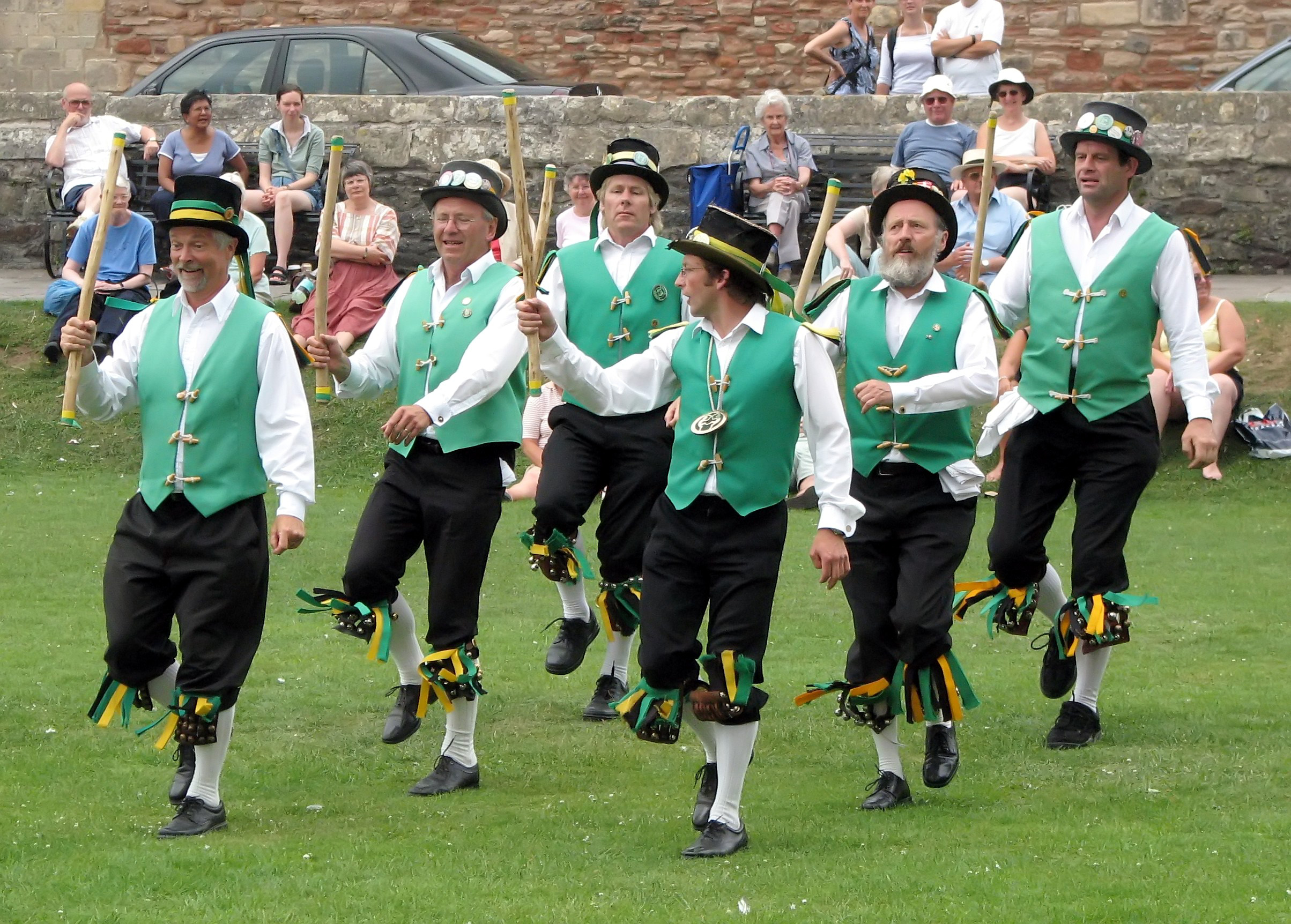
Ook bij de morris dansen worden linten, bellen en stokken gebruikt

Călușari (ook wel calus, călușel, calusari, calushari, caluseri, calusheri) is het Roemeense woord voor de deelnemers aan de Căluș, een acrobatische traditionele volksdans. Ook in de folklore van Bulgarije spreekt men van kalushar of kalushari. De Căluș bestaat uit spel, parodie, gezang en rituele dans. 

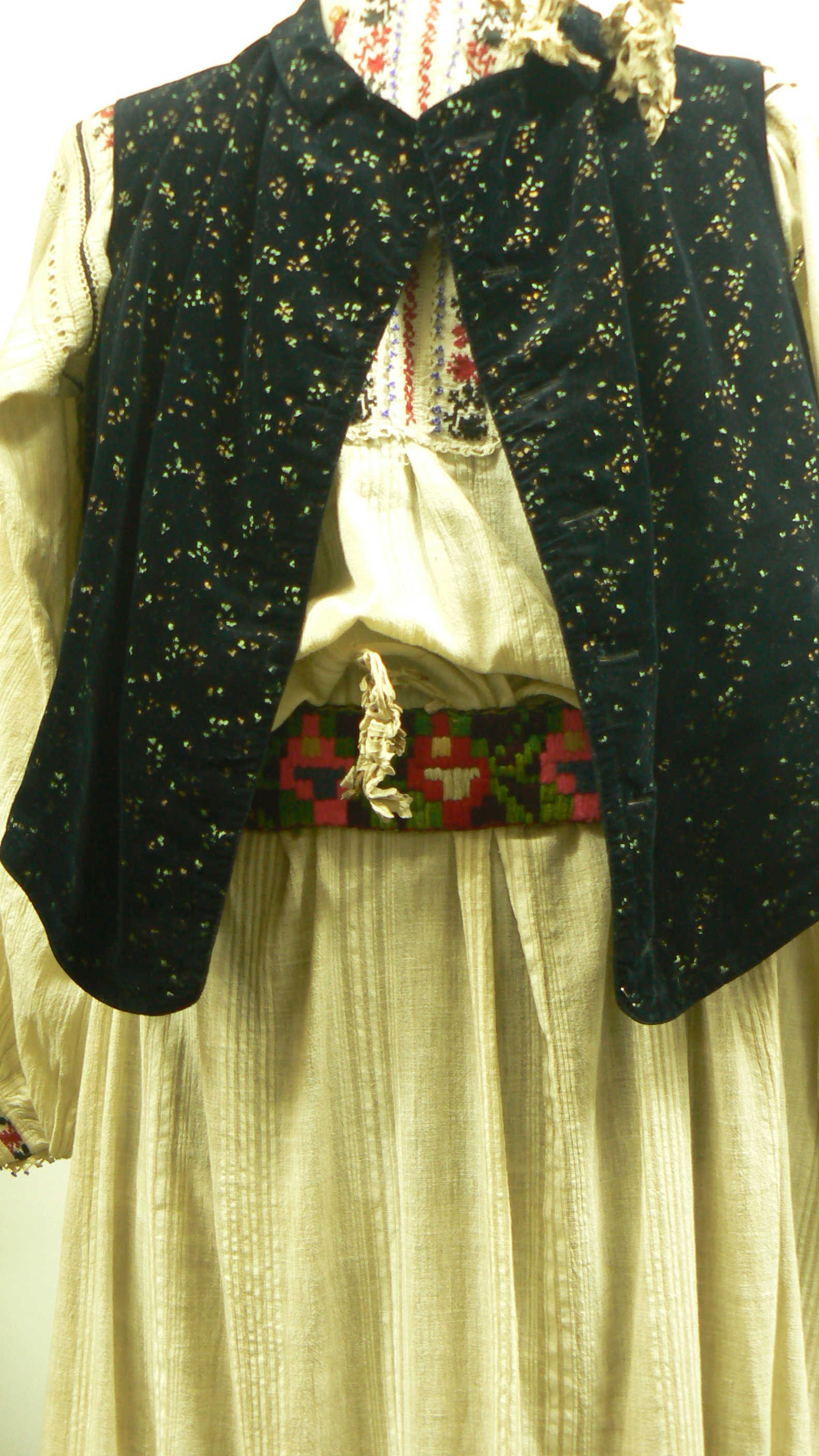
negentiende-eeuws kalushar-kostuum uit Vratsa regio in een museum in Bulgarije

Sinds 2005 staat het ritueel van de Căluș vermeld op de Lijst van Meesterwerken van het Orale en Immateriële Erfgoed van de Mensheid. 
De algemeen aanvaarde etymologische verklaring van het woord calus is de oude Latijnse dubbelvorm collusium, collusii, wat een dansgroep of geheim genootschap betekent. Het Roemeense woord calus betekent ook een stukje hout in de mond om praten te voorkomen. Een rituele stilte tijdens de opvoeringen ondersteunt deze verklaring. Ook wordt calus als verkleinwoord van cal (paard) gezien, wat afgeleid is van het Latijnse caballus. Dit zou wijzen op de mythische associaties van het paard met vruchtbaarheid en oorlog. Tijdens bepaalde calus-dansen worden paarden geïmiteerd. Er is een andere theorie over coli-salii, de Romeinse priester gewijd aan de verering van Mars.
De dans is vermoedelijk afgeleid van een voorchristelijk vruchtbaarheidsritueel in de lente. De dans brengt geluk en gezondheid naar de dorpen waar de dans wordt uitgevoerd. Ook wordt beweerd dat het gebruik geworteld is in de oude Indo-Europese verering van het paard.
De oudste vermelding is in de muzikale notaties van Ioan Căianu (17de eeuw) en er is een vermelding in Dimitrie Cantemirs Descriptio Moldaviae uit 1714. 
Dansers dragen witte broeken en witte tunieken met felgekleurde linten vanaf hun hoeden. Er zijn bellen aan de enkels bevestigd, tijdens de dansen worden ook stokken gebruikt. Net als veel van de Morris dansen is men bekend met een dwaas/clown/nar, de nebun of mut. 
De dans omvat de volgende elementen:
- een basisstap in een cirkelbeweging tegen de klok in (plimbăre)
- meer complexe figuren, uitgevoerd in plaats tussen lopen en stappen (mișcare)
- cijfers worden gevormd uit combinaties van elementen

## Afbeeldingen

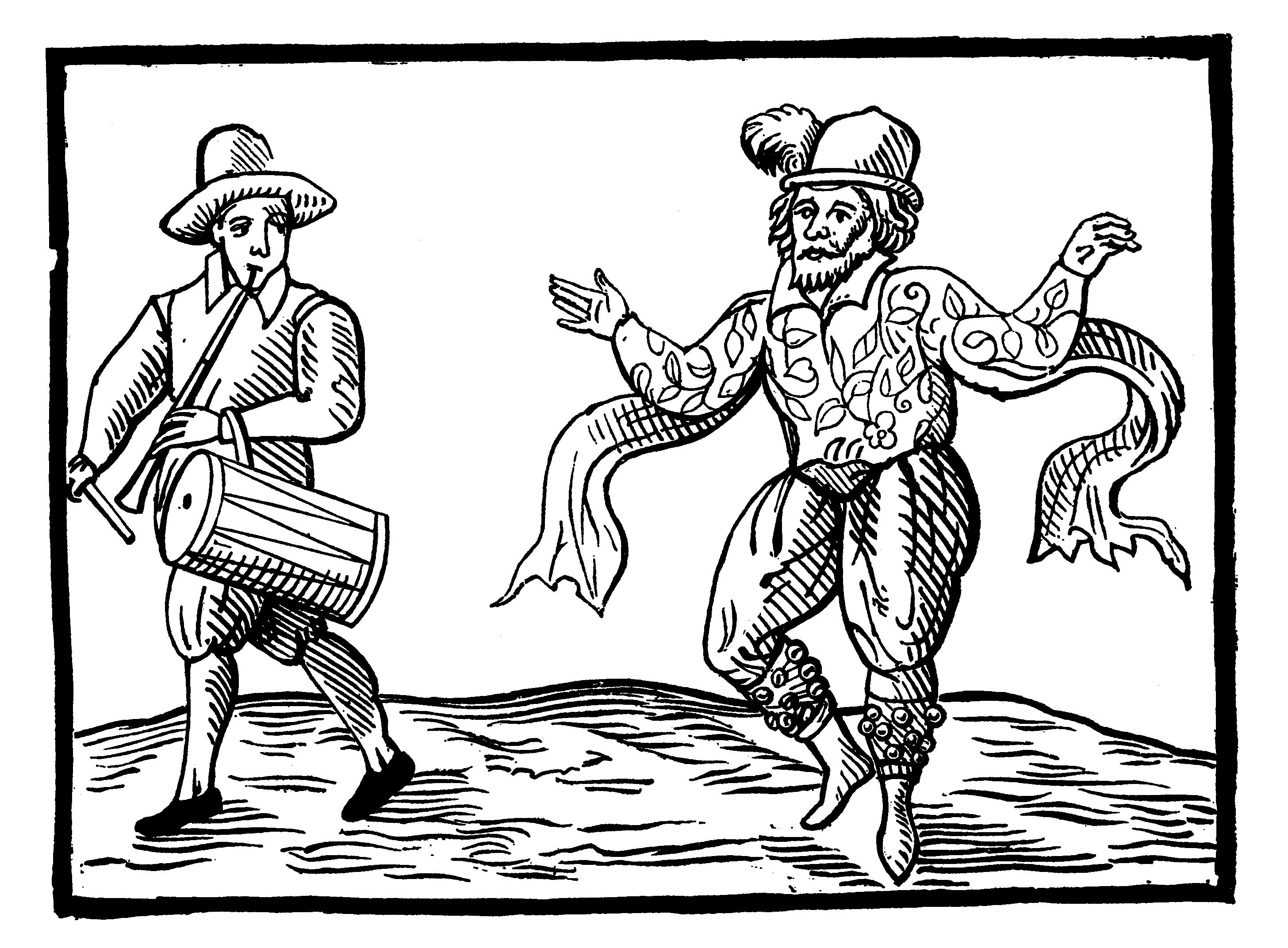
Clown William Kemp danst de Gigue, 1600
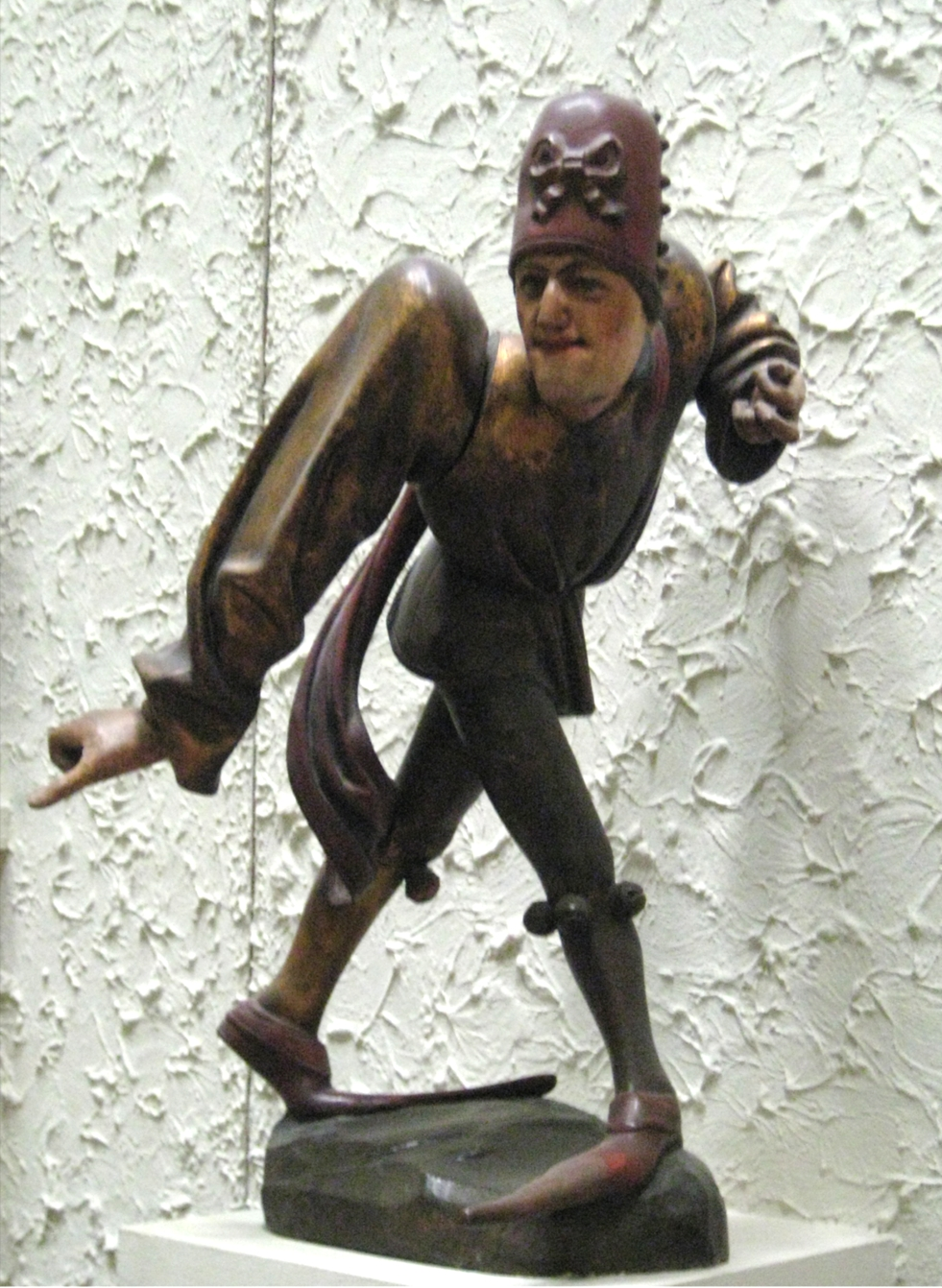
Moreska Grasser met bellen en linten, 1480
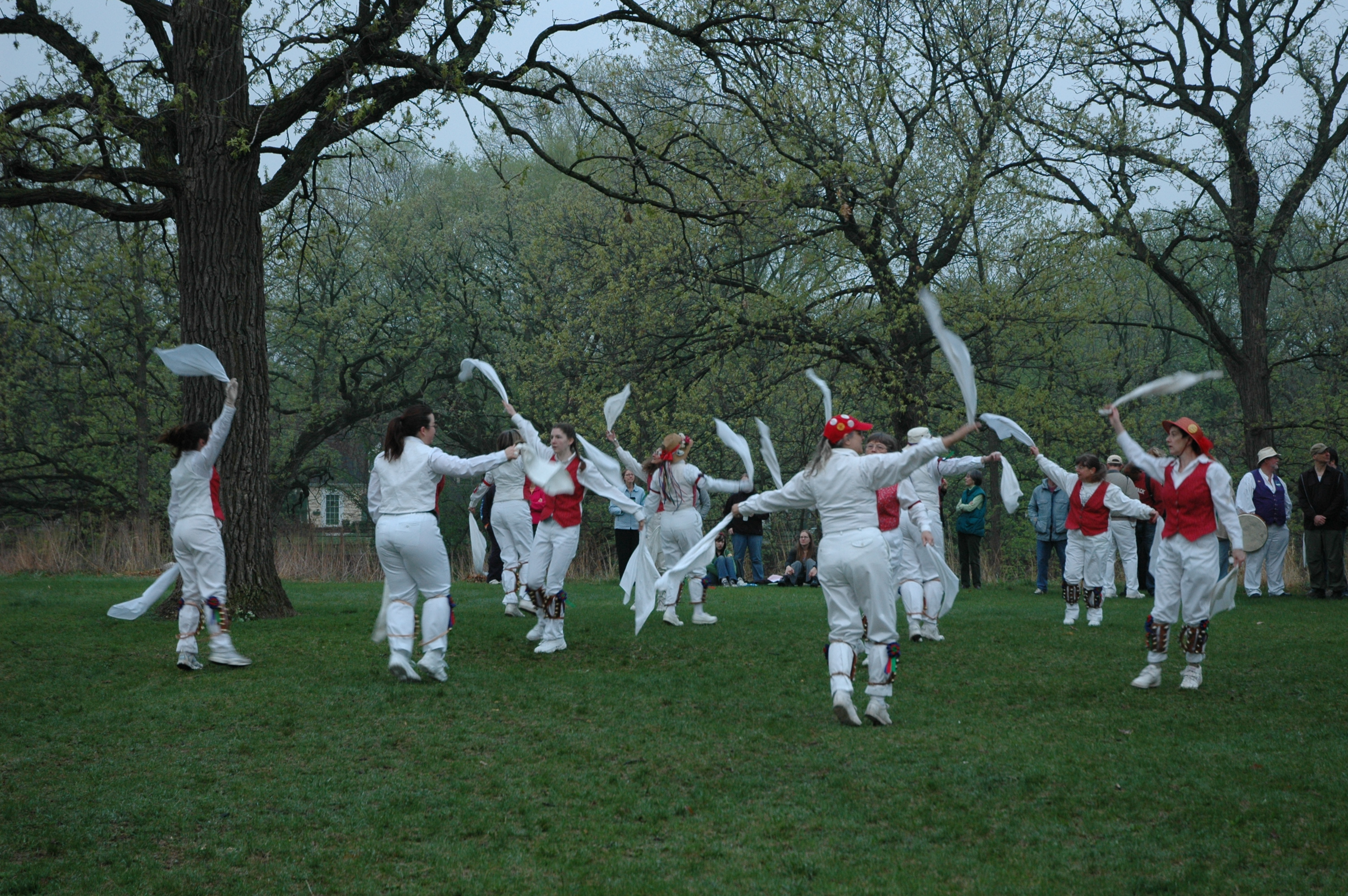
Morrisdans met linten, 2006
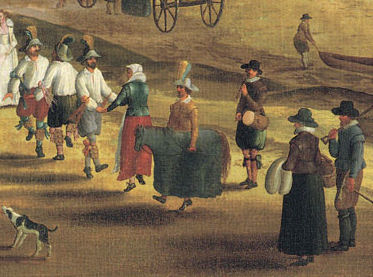
Morrisdans (met paardfiguur) aan de Theems nabij Richmond, ca. 1620

## Trivia
In een aflevering van The X-Files (The calusari) probeert een groep Roemeense oudsten een exorcisme op een Roemeens-Amerikaanse jongen. Ze offeren een kip, zwaaien ritueel met een dolk en tekenen een swastika in het bloed op de maag van de jongen. 